# Ed van der Sande
Everardus Albertus Wilhelmus (Ed) van der Sande (Monster, 28 mei 1966) is een Nederlands politicus. Namens de Volkspartij voor Vrijheid en Democratie was hij van 2005 tot 2006 lid van de Tweede Kamer.
Ed van der Sande kwam op 30 juni 2005 tussentijds in de Kamer, als opvolger van zijn vertrokken partijgenoot Jan Geluk. Daarvoor was Van der Sande commercieel directeur van een autoleasebedrijf. Van 1996 tot 1998 was hij lid van de gemeenteraad van 's-Hertogenbosch.
In het parlement hield Van der Sande zich bezig met Werk en Inkomen, Sport, Voetbalvandalisme en Verkeersveiligheid. Bij de Tweede Kamerverkiezingen 2006 was hij geen kandidaat. Op 29 november 2006 nam hij afscheid van het parlement. Tegenwoordig is Van der Sande werkzaam als headhunter bij Ray & Berndtson.
- Parlement.com: vh1ll2ufxqzd